# RUS Gold Star Liège
RUS Gold Star Liège is een Belgische voetbalclub uit Luik. De club is aangesloten bij de KBVB met stamnummer 40 en heeft groen en wit als kleuren. De oude club speelde in haar bestaan verschillende seizoenen in de nationale reeksen.

## Geschiedenis
De club werd als Union Sportive de Liège opgericht in 1908 en men sloot zich in augustus 1909 aan bij de Belgische Voetbalbond. US Liège ging er spelen in de regionale reeksen.
In 1926 bereikte US Liège voor het eerst de nationale bevorderingsreeksen, in die tijd de derde klasse.Men leverde toen ook de eerste derdeklasser die internationaal werd, Henri Bierna. Men kon er zich handhaven en in 1927 ging men spelen aan de "Bons-Buveurs" in Saint-Nicolas. In het tweede seizoen in Bevordering werd US Liège derde in zijn reeks. De volgende seizoenen kon men deze prestatie niet meer herhalen en in 1930 strandde men op een gedeelde 10de plaats met La Jeunesse d'Eupen en RFC Malmundaria. Tussen deze drie clubs moest een testmatch worden gespeeld, omdat de 12de plaats een degradatieplaats was. US Liège verloor thuis met 1-3 van Malmundaria, speelde 1-1 gelijk tegen Eupen, werd zo derde en moest degraderen. Na vier jaar verdween men in 1930 weer uit het nationale voetbal.
Een jaar later werd het aantal reeksen en clubs in de nationale afdelingen vergroot en US Liège steeg weer naar Bevordering in 1931. In 1932 werd de club koninklijk en heette voortaan Royale Union Sportive de Liège (RUS Liège). Men had het echter moeilijk in Bevordering en in 1933 volgde na twee seizoenen weer de degradatie. In 1936 keerde men nog eens weer in Bevordering, maar men eindigde allerlaatste en het verblijf bleef er beperkt tot één seizoen. RUS Liège zakte weer naar de regionale en provinciale reeksen, waar men nu de volgende decennia zou blijven spelen.
In 1953 moest de club de gronden in Saint-Nicolas verlaten en dreigde men zonder terrein te vallen. Men besloot te fusioneren met Gold Star Liège. Deze jonge club was in 1950 opgericht in de Luikse volkswijken Sainte-Marguerite, Sainte-Walburge en Naniot. In die tijd was Gold Star zelfs de enige club die effectief op het grondgebied van de stad Luik speelde, want noch RUS Liège, noch Standard Club Liégeois in Sclessin, noch RFC Liégeois in Rocourt speelden voor de gemeentefusies van de jaren 70 op grondgebied Luik. De fusieclub werd Royale Union Sportive Gold Star Liège genoemd en speelde verder met stamnummer 40. RUS Liège bracht dus zijn historiek aan, Gold Star zijn accommodatie.
De club ontwikkelde zich de volgende jaren verder, stelde zich open voor de jongeren uit de volkswijken en bouwde een jeugdwerking uit. De eerste ploeg bleef echter in de provinciale reeksen spelen. RUS Gold Star Liège keerde terug in Eerste Provinciale en eindigde er in 1989 onverwacht bovenaan, samen met RJS Bas-Oha. Een testwedstrijd werd gespeeld in Borgworm. Luik won met 1-0 en promoveerde zo opnieuw naar de nationale bevorderingsreeksen, ondertussen Vierde Klasse. Het was meer dan een halve eeuw geleden dat de club nog eens in de nationale reeksen speelden. De club was niet echt voorbereid op nationaal voetbal, eindigde er het eerste seizoen dan ook bij de laatsten en verdween na een seizoen weer naar Eerste Provinciale. De club zakte er de volgende jaren zelfs weg tot in Vierde Provinciale.

## Resultaten
| Seizoen                             | Klasse | Klasse | Klasse | Klasse | Klasse | Klasse | Klasse | Klasse | Klasse | Reeks                                                    | Punten                                                   | Opmerkingen |                                                          |                                                          |
|                                     | I      | I      | II     | III    | P.I    | P.II   | P.III  |        |        |                                                          |                                                          | |                                                          |                                                          |
| ----------------------------------- | ------ | ------ | ------ | ------ | ------ | ------ | ------ | ------ | ------ | -------------------------------------------------------- | -------------------------------------------------------- | --- | -------------------------------------------------------- | -------------------------------------------------------- |
| 1926/27                             |        |        |        | 6      |        |        |        |        |        | Bevordering C                                            | 26                                                       | |                                                          |                                                          |
| 1927/28                             |        |        |        | 3      |        |        |        |        |        | Bevordering A                                            | 34                                                       | |                                                          |                                                          |
| 1928/29                             |        |        |        | 9      |        |        |        |        |        | Bevordering B                                            | 22                                                       | |                                                          |                                                          |
| 1929/30                             |        |        |        | 12     |        |        |        |        |        | Bevordering C                                            | 24                                                       | US de Liège eindigde gedeeld derde laatste met RFC Malmundaria 1904 en La Jeunesse d'Eupen. In de eindronde voor behoud eindigde men laatste. |                                                          |                                                          |
| 1930/31                             |        |        |        |        | ?      |        |        |        |        | Eerste prov. Luik                                        | ?                                                        | |                                                          |                                                          |
| 1931/32                             |        |        |        | 11     |        |        |        |        |        | Bevordering D                                            | 22                                                       | |                                                          |                                                          |
| 1932/33                             |        |        |        | 12     |        |        |        |        |        | Bevordering D                                            | 25                                                       | |                                                          |                                                          |
| 1933/34                             |        |        |        |        | ?      |        |        |        |        | Eerste prov. Luik                                        | ?                                                        | |                                                          |                                                          |
| 1934/35                             |        |        |        |        | ?      |        |        |        |        | Eerste prov. Luik                                        | ?                                                        | |                                                          |                                                          |
| 1935/36                             |        |        |        |        | ?      |        |        |        |        | Eerste prov. Luik                                        | ?                                                        | |                                                          |                                                          |
| 1936/37                             |        |        |        | 14     |        |        |        |        |        | Bevordering B                                            | 14                                                       | |                                                          |                                                          |
| Provinciaal voetbal tot en met 1989 |        |        |        |        |        |        |        |        |        |                                                          |                                                          | |                                                          |                                                          |
|                                     | I      | I      | II     | III    | IV     | P.I    | P.II   | P.III  | P.IV   | Vanaf 1952/53 zijn er 4 nationale niveaus                | Vanaf 1952/53 zijn er 4 nationale niveaus                | Vanaf 1952/53 zijn er 4 nationale niveaus | Vanaf 1952/53 zijn er 4 nationale niveaus                |                                                          |
| 1989/90                             |        |        |        |        | 14     |        |        |        |        | Vierde klasse D                                          | 21                                                       | |                                                          |                                                          |
| Provinciaal voetbal vanaf 1990      |        |        |        |        |        |        |        |        |        |                                                          |                                                          | |                                                          |                                                          |
| 2008/09                             |        |        |        |        |        |        |        | 3      |        | Derde prov. Luik                                         | 57                                                       | |                                                          |                                                          |
| 2009/10                             |        |        |        |        |        |        | 10     |        |        | Tweede prov. Luik                                        | 37                                                       | |                                                          |                                                          |
| 2010/11                             |        |        |        |        |        |        | 11     |        |        | Tweede prov. Luik                                        | 33                                                       | |                                                          |                                                          |
| 2011/12                             |        |        |        |        |        |        | 9      |        |        | Tweede prov. Luik                                        | 44                                                       | |                                                          |                                                          |
| 2012/13                             |        |        |        |        |        |        | 15     |        |        | Tweede prov. Luik                                        | 31                                                       | |                                                          |                                                          |
| 2013/14                             |        |        |        |        |        |        | 9      |        |        | Tweede prov. Luik                                        | 42                                                       | |                                                          |                                                          |
| 2014/15                             |        |        |        |        |        |        | 1      |        |        | Tweede prov. Luik                                        | 71                                                       | |                                                          |                                                          |
| 2015/16                             |        |        |        |        |        | 15     |        |        |        | Eerste prov. Luik                                        | 21                                                       | |                                                          |                                                          |
|                                     | 1A     | 1B     | 1Am    | 2Am    | 3Am    | P.I    | P.II   | P.III  | P.IV   | Vanaf 2016-17 zijn er 3 nationale en 2 regionale niveaus | Vanaf 2016-17 zijn er 3 nationale en 2 regionale niveaus | Vanaf 2016-17 zijn er 3 nationale en 2 regionale niveaus                                                                                      | Vanaf 2016-17 zijn er 3 nationale en 2 regionale niveaus | Vanaf 2016-17 zijn er 3 nationale en 2 regionale niveaus |
| 2016/17                             |        |        |        |        |        |        | 12     |        |        | Tweede prov. Luik                                        | 30                                                       | |                                                          |                                                          |
| 2017/18                             |        |        |        |        |        |        | 14     |        |        | Tweede prov. Luik                                        | 18                                                       | |                                                          |                                                          |
| 2018/19                             |        |        |        |        |        |        | 16     |        |        | Tweede prov. Luik                                        | 16                                                       | Dubbele degradatie |                                                          |                                                          |
| 2019/20                             |        |        |        |        |        |        |        |        | 8      | Vierde prov. Luik                                        | 39                                                       | Competitie stopgezet na speeldag 23 door COVID-19                                                                                             |                                                          |                                                          |
| 2020/21                             |        |        |        |        |        |        |        |        |        | Vierde prov. Luik                                        |                                                          | Competitie stopgezet na speeldag 6 door COVID-19                                                                                              |                                                          |                                                          |
| 2021/22                             |        |        |        |        |        |        |        |        | 8      | Vierde prov. Luik                                        | 25                                                       | |                                                          |                                                          |
| 2022/23                             |        |        |        |        |        |        |        |        | ?      | Vierde prov. Luik                                        | ?                                                        | |                                                          |                                                          |
| 2023/24                             |        |        |        |        |        |        |        |        | 9      | Vierde prov. Luik D                                      | 30                                                       | |                                                          |                                                          |
| 2024/25                             |        |        |        |        |        |        |        |        | 6      | Vierde prov. Luik D                                      | 42                                                       | |                                                          |                                                          |
| 2025/26                             |        |        |        |        |        |        |        |        |        | Vierde prov. Luik C                                      |                                                          | |                                                          |                                                          |

## Terreinen
- 1909 - 1925: boulevard Kleyer in Luik
- 1925 - 1927: Loncin
- 1927 - 1936: aan de "Bons-Buveurs" in Saint-Nicolas,
- 1936 - 1938: Glain
- 1938 - 1953: aan de "Bons-Buveurs" in Saint-Nicolas
- 1953 - 1981: wijk Naniot in Luik
- 1981 - ... : Naimette-Xhovémont.

## Bekende spelers
- Henri Bierna - Speelde van 1926 tot 1939 bij US Liège. Hij speelde negen maal voor de nationale ploeg.